# بني زيد (تعز)
بني زيد هي إحدى قرى الجمهورية اليمنية. تتبع جغرافيا لمحافظة تعز وإداريًا لمديرية المعافر. يبلغ تعداد سكانها 1820 نسمة حسب الإحصاء الذي أجري عام 2004.